# Húngaros de Rumania

Bandera de la organización Alianza Democrática de los Húngaros de Rumanía.

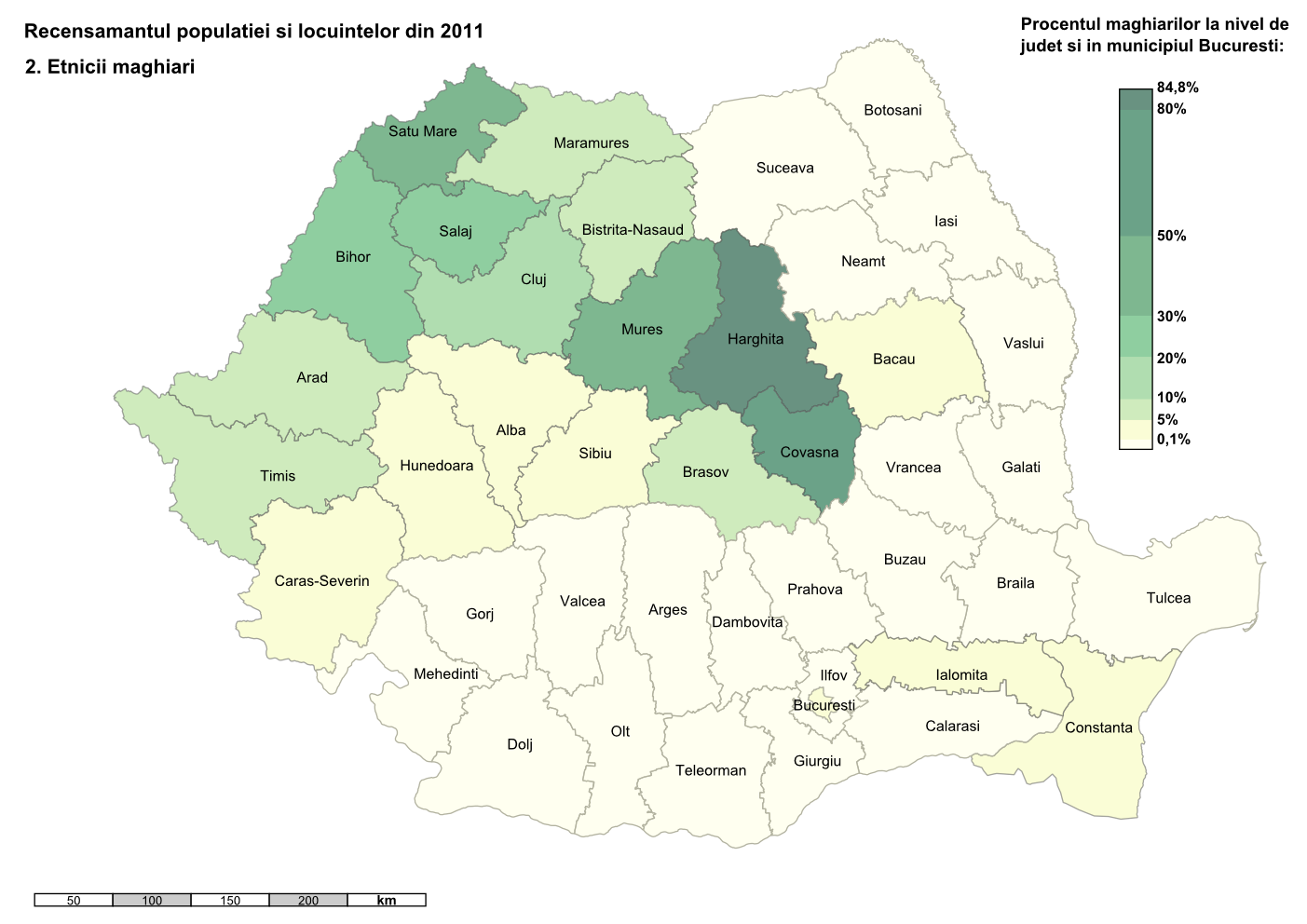
Distribución de los húngaros en Rumanía (2011).

Los húngaros de Rumanía constituyen la principal minoría étnica de Rumanía. Está formada por 1 237 746 habitantes, lo que supone el 6,5 % del total de la población del país, según los datos del censo de 2011. Se dividen en tres grupos étnicos principales: los magiares, los sículos y los csángó.
Por razones históricas, muchos húngaros de Rumania viven en la actual Transilvania, donde alcanzan el 18,9 % de la población. Esta área incluye las regiones del Banato, Crişana y Maramureş. Los húngaros suponen mayoría de la población en los condados de Harghita (85 %) y Covasna (74 %), y tienen presencia importante en los de Mureş (40 %), Satu Mare (35 %), Bihor (26 %), Sălaj (23 %) y Cluj (17,5 %).
La mayoría practica el calvinismo, con presencia de católicos.

## Lecturas recomendadas
- Bell, Andrew (septiembre de 1996). «The Hungarians in Romania since 1989». Nationalities Papers 24 (3): 491-507. doi:10.1080/00905999608408462.
- Culic, Irina (mayo de 2006). «Dilemmas of belonging: Hungarians from Romania». Nationalities Papers 34 (2): 175-200. doi:10.1080/00905990600617839.